# Deracanthina
Deracanthina är ett släkte av insekter. Deracanthina ingår i familjen vårtbitare.
Kladogram enligt Catalogue of Life:
| Deracanthina | \| \| Deracanthina deracanthoides \| \| \| \| \| \| Deracanthina granulata \| \| \| \| |
|              | \| \| Deracanthina deracanthoides \| \| \| \| \| \| Deracanthina granulata \| \| \| \| |
|              | Deracanthina deracanthoides                                                            |
|              |                                                                                        |
|              | Deracanthina granulata                                                                 |
|              |                                                                                        |